# Thaise filmindustrie
Thailand heeft een relatief grote filmindustrie. Dit komt doordat de lonen in Thailand laag zijn en er ook de beschikking is over mensen met etnisch verschillende achtergronden zoals Westerlingen, Japanners en Afrikanen. Hierdoor is het mogelijk om ter plaatse te casten voor mensen met verschillende achtergronden en hoeven de acteurs niet meegebracht te worden. Ook de vele verschillende landschappen in Thailand maken het dat Thailand kan dienen als achtergrond voor verschillende landen. Hierdoor worden er steeds maar meer westerse producties in Thailand geschoten. Ook Bollywood en de Hongkong en Japanse producenten komen steeds maar meer naar Thailand toe.
Hiernaast beschikt Thailand ook over een grote binnenlandse filmindustrie die films uitbrengt die ook in het westen steeds maar meer publiek trekken en ook prijzen winnen op filmfestivals, zoals de door Francis Ford Coppola heruitgebrachte epos Suriyothai.
In 2004 worden onder andere de films: Alexander over Alexander de Grote en het vervolg op Bridget Jones's Diaries met Hugh Grant in Thailand geschoten.

## Nieuws
Op 28 juli 2004 wordt bekendgemaakt dat een grote Hollywood studio 3 miljard baht zal investeren in de bouw van een groot studiocomplex en een animatiecentrum in de provincie Samut Prakan. Hiernaast zal ook een opleidingscentrum komen voor studenten. De opleidingen zullen verzorgd worden door de universiteit van Zuid-Californië. De initiatiefnemer van het project is Tony To de executive producent van de HBO serie Band of brothers. Thailand heeft het bij het zoeken naar een locatie gewonnen van onder anderen Taiwan, Singapore en de Filipijnen.
Op 4 augustus 2004 kondigt regisseur David Winters de start van de opnamen van de film Kingmaker aan. Met in de hoofdrollen onder anderen Dom Hetrakul, Cindy Berbridge, Yosawadee Husadeewijit, Nirut Sirijanya, Gary Stretch en John Rhys-Davies.
De filmopnamen zullen zo een 280 miljoen baht kosten. De film wordt geschoten in studio’s in Bangkok en op locatie in Samut Prakan, Ayutthaya en Saraburi. De film gaat over een periode in de geschiedenis van het koninkrijk Ayutthaya.

## Thaise films
- Mah Nakorn (Engelse titel: Citizen Dog)
- Ong-Bak

## Filmfestivals
- EU filmfestival in mei/juni.